# Trönö distrikt
Trönö distrikt är ett distrikt i Söderhamns kommun och Gävleborgs län. Distriktet ligger omkring Trönö i sydöstra Hälsingland. 

## Tidigare administrativ tillhörighet
Distriktet inrättades 2016 och utgörs av Trönö socken i Söderhamns kommun.
Området motsvarar den omfattning Trönö församling hade 1999/2000.

## Tätorter och småorter
I Trönö distrikt finns två småorter men inga tätorter. 

### Småorter
- Högsten
- Trönö